# Список українських космічних апаратів, виведених на навколоземну орбіту
3В списку наведені всі українські космічні апарати, виведені на навколоземну орбіту після 1991 року. Список не включає українські апарати, що були виготовлені на замовлення інших країн.
| №  | Фото | Дата           | Назва              | Ракета-носій | Місце запуску                  | Статус                                                                     | Маса, кг | Призначення |
| -- | ---- | -------------- | ------------------ | ------------ | ------------------------------ | -------------------------------------------------------------------------- | -------- | --- |
| 1  |      | 31 серпня 1995 | Січ-1              | Циклон-3     | Плесецьк                       | Виведений з експлуатації. Прослужив 6 років                                | 1915     | Спостереження поверхні Землі в інтересах господарської діяльності та здійснення наукових експериментів з дослідження іоносфери та магнітосфери                                                            |
| 2  |      | 17 липня 1999  | Океан-О            | Зеніт-2      | Байконур                       | Апарат продовжив свою роботи після закінчення гарантійного терміну роботи. | 6250     | Оперативний збір даних про стан світового океану і суходолу, передача даних радіоканалами на пункти прийому інформації в інтересах народного господарства, наук про Землю та міжнародного співробітництва |
| 3  |      | 24 грудня 2004 | Січ-1М             | Циклон-3     | Плесецьк                       | Супутник перебував на орбіті до 15 квітня 2006 року                        | 2148     | Одержання інформації одночасно в оптичному, інфрачервоному і мікрохвильовому діапазонах |
| 4  |      | 24 грудня 2004 | «Мікрон» (МС-1-ТК) | Циклон-3     | Плесецьк                       | Виведений з експлуатації після трьох років роботи.                         | 66       | Дистанційне зондування Землі |
| 5  |      | 17 серпня 2011 | Січ-2              | Дніпро       | Ясний                          | зв'язок з апаратом припинився 12 грудня 2012                               | 176      | Дистанційне зондування Землі |
| 6  |      | 19 червня 2014 | PolyITAN-1         | Дніпро       | Ясний                          | Діє                                                                        | 1        | Дослідження впливу космічного простору на роботу електронних підсистем супутника. |
| 7  |      | 18 квітня 2017 | PolyITAN-2         | Atlas V      | База ВПС США на мисі Канаверал | Діє                                                                        | 1,9      | Дослідження і транслювання інформації про нижні шари атмосфери Землі – термосфери та іоносфери на великих відстанях.                                                                                      |
| 8  |      | 13 січня 2022  | Січ-2-30           | Falcon 9     | База ВПС США на мисі Канаверал | Діє з обмеженнями                                                          | 180      | Дистанційне зондування Землі |
| 9  |      | 3 січня 2023   | PolyITAN-HP-30     | Falcon 9     | База ВПС США на мисі Канаверал | Діє                                                                        | 2,1      | На супутникові проводитимуть науковий експеримент з дослідження ефективності теплових труб — як основного елемента систем термостабілізації космічних апаратів.                                           |
| 10 |      | 3 січня 2023   | EOS SAT-1          | Falcon 9     | База ВПС США на мисі Канаверал | Діє                                                                        | 178      | Дистанційне зондування Землі, спеціально розроблений для аграрних цілей. |